# جائزة خيمينيث دياث العملية التذكارية
جائزة خيمينيث دياث العملية التذكارية هي جائزة تُمنح سنويًا من قبل مؤسسة كونتشيتا راباجو دي خيمينيث دياث للأشخاص أو الهيئات الذين تميزوا بإسهاماتهم في البحث العلمي أو الممارسة السريرية في مجال الطب.

## التاريخ
أُنشئت هذه الجائزة سنة 1969 على يد كونتشيتا راباجو من خلال المؤسسة التي تحمل اسمها، بهدف تكريم الباحثين والأطباء السريريين، مع الحفاظ في الوقت ذاته على ذكرى وأعمال زوجها، البروفيسور كارلوس خيمينيث دياث. تُمول الجائزة بالكامل من قبل مؤسسة كونتشيتا راباجو، وتُمنح مع مبلغ مالي، وشهادة دبلوم، وميدالية. وتُقام مراسم تسليم الجائزة في شهر مايو ضمن فعالية علمية يُلقي فيها المُكرَّم محاضرة تذكارية.
في مايو من عام 1969، مُنحت جائزة خيمينيث دياث العملية التذكارية لأول مرة، وكان سيفيرو أوتشوا هو أول من حصل عليها. ومنذ ذلك الحين، حصل على هذه الجائزة شخصيات مرموقة من عالم الطب والبحث العلمي، من بينهم أندريه كورنان، هانز أ. كريبس، فيدور لينن، فرانسيسكو فيفانكو، سيزار ميلستين،فرانسيسكو غراندي كوفيان، لوك مونتانييه، أنطونيو غارسيا بَيّيدو، بول نورس، فالتين فوستر، مانويل سيرانو ريوس، خوان ماساغي، خوان روديس، فرانسيس كولينز، مارغريتا سالاس، كريغ فِنتر، كارلوس لوبيث أوتين، أنطونيو داماسيو، فينكي راماكريشنان، رافاييل يوستي وخوان لويس أرسواغا، وغيرهم. ومن بين الحائزين على الجائزة يوجد العديد من الفائزين بجوائز نوبل وجوائز أمير أستورياس، ما ساهم في رفع المكانة الدولية لهذه الجائزة.

## الجائزة
تتكون جائزة خيمينيث دياث العملية التذكارية من ميدالية ذهبية عليها صورة دون كارلوس خيمينيث دياث، وشهادة دبلوم، وجائزة مالية. كما يلتزم الفائز بحضور حفل التسليم وإلقاء محاضرة تذكارية.

## اختيار الفائز
تتولى اللجنة التنفيذية للمحاضرة التذكارية خيمينيث دياث، والتي تضم شخصيات بارزة من مجالي الطب والبحث العلمي، مهمة اقتراح المرشحين واختيار الفائز عبر تصويت سري. ويُضاف إلى اللجنة الفائزون بالجائزة لمدة خمس سنوات.

### الحاصلون على الجائزة
- 1969 – سيفيرو أوتشوا (إسبانيا). إنزيم البولينيكليوتيد فوسفوريلاز وتطبيقاته.
- 1970 – أندريه كورنان (الولايات المتحدة). قَسطَرة القلب: تطورها التاريخي وتطبيقها في الفسيولوجيا والعيادة البشرية
- 1971 – هانز أ. كريبس (المملكة المتحدة). التداخل بين أيض الكربوهيدرات والدهون وأجسام الكيتون.
- 1972 – يان والدستروم (السويد). تثبيط نموذج بروتيني لتكوين البروتينات.
- 1973 – لويس فيديريكو ليلوار (الأرجنتين). التخليق الحيوي للبروتينات السكرية.
- 1974 – دونالد س. فريدريكسون (الولايات المتحدة). دروس من مرض تانجير وتحورات أخرى في بروتينات البلازما الدهنية.
- 1975 – فيدور لينن (ألمانيا). المجمعات الإنزيمية المتعددة في التخليق الحيوي لمركبات البولي أسيتيت.
- 1976 – جان برنار (فرنسا). أمراض الدم الجغرافية
- 1977 – سوني بيرغستروم (السويد). البروستاغلاندينات: منظمات حيوية لها مضامين سريرية واقتصادية
- 1978 – فرانسيسكو فيفانكو (إسبانيا). تأثير الجنس والغدد الكظرية على إفراز الهرمونات الجنسية.
- 1979 – أوسامو هايايشي (اليابان). إنزيم الإندول أمين 2.3-ديوكسيجيناز: خصائصه ووظيفته.
- 1980 – شيلا شيرلوك (المملكة المتحدة). علم المناعة في أمراض الكبد.
- 1981 – سيزار ميلستين (المملكة المتحدة). اشتقاق واستخدام الأجسام المضادة وحيدة النسيلة.
- 1982 – رينيه فافالورو (الأرجنتين). جراحة إعادة تروية القلب: تحليل نقدي لتطور دام خمسة عشر عامًا.
- 1983 – آرثر كورنبرغ (الولايات المتحدة). الكيمياء الجينية ومستقبل الطب.
- 1984 – فرانسيسكو غراندي كوفيان (إسبانيا). النظام الغذائي، البروتينات الدهنية وتصلب الشرايين.
- 1985 – كريستيان دو دوف (بلجيكا). الجسيمات الحالة والطب
- 1986 – روث أرنون (إسرائيل). البحث الأساسي في علم المناعة وأثره في مكافحة الأمراض.
- 1987 – جورج إي. بالادي (الولايات المتحدة). التحكم في البروتين وتوجيه الأغشية في الخلايا حقيقية النواة.
- 1988 – لوك مونتانييه (فرنسا). استراتيجيات فيروس الإيدز
- 1989 – أنطونيو غارسيا بَيّيدو (إسبانيا). التحليل الجيني لتشكل الأعضاء.
- 1990 – جان دوسيه (فرنسا). مغامرة الـHLA.
- 1991 – روبرتو ج. بولجاك (الولايات المتحدة). البنية ثلاثية الأبعاد، التخصص، والـ"أيديوتيبيا" للأجسام المضادة.
- 1992 – سير روي كالن (المملكة المتحدة). زراعة الكبد.
- 1993 – بول م. نورس (المملكة المتحدة). التحكم في دورة الخلية حقيقية النواة.
- 1994 – باري م. برينر (الولايات المتحدة). مرض الكلى المزمن: اضطراب في التكيف.
- 1995 – ياسوتومي نيشيزوكا (اليابان). بروتين كيناز C والوسائط الدهنية في شبكات الإشارات داخل الخلايا.
- 1996 – فالتين فوستر (إسبانيا). ثلاث آليات لتقدم أمراض القلب التاجية واتجاهات علاجية جديدة.
- 1997 – سلفادور مونكادا (المملكة المتحدة). فرضيات، بيولوجيا تجريبية واكتشاف.
- 1998 – مانويل سيرانو ريوس (إسبانيا). داء السكري: علم الأوبئة، الجينات والبيئة.
- 1999 – جيرالد م. إيدلمان (الولايات المتحدة). استبعاد الميتافيزيقا: بحث في الوعي ومستقبل علم الأعصاب.
- 2000 – نورمان إي. شومواي (الولايات المتحدة). الماضي والحاضر والمستقبل لزراعة الأعضاء الصدرية.
- 2001 – ماريو ر. كابيكي (الولايات المتحدة). التوجيه الجيني إلى القرن الحادي والعشرين.
- 2002 – ماريانو بارباسيد (إسبانيا). الجينوم الوظيفي والسرطان.
- 2003 – س.غ.أو. يوهانسون (السويد). اكتشاف IgE وتأثيراته في الحساسية.
- 2004 – كاثرين م. فيرفايّ (الولايات المتحدة). الخلايا العجوزة تتعلم حِيَلاً جديدة: الآليات والتطبيقات المحتملة.
- 2005 – خوان ماساغي (إسبانيا). علم الاجتماع لخلايانا وخروجها عن السيطرة.
- 2006 – خوان روديس تيخيدور (إسبانيا). المتلازمة الكبدية الكلوية.
- 2007 – فرانسيس كولينز (الولايات المتحدة). الجينوم، الطب والمجتمع.
- 2008 – مارغريتا سالاس فالغيراس (إسبانيا). تكرار الحمض النووي في فيروسات نموذجية وتطبيقاتها الطبية.
- 2009 – كريغ فينتر (الولايات المتحدة). تسلسل الجينوم البشري ومستقبل الجينوميات.
- 2010 – كارلوس لوبيث-أوتين (إسبانيا). السرطان والشيخوخة: مفاتيح جديدة في الجينوميات والتفكيك البروتيني.
- 2011 – خوسيه م. ماتّو (إسبانيا). الاستقلاب، علم الميتابولوميات واكتشاف المؤشرات والعلاجات الجديدة.
- 2012 – أنطونيو داماسيو (البرتغال/الولايات المتحدة). المشاعر والحس الداخلي.
- 2013 – مانويل سيرانو ماروغان (إسبانيا). آفاق جديدة في إعادة برمجة الخلايا.
- 2014 – فينكاترامان راماكريشنان (المملكة المتحدة). المضادات الحيوية والريبوسوم، مصنع البروتين في الخلية.
- 2015 – رافاييل يوستي (إسبانيا). مشروع BRAIN: خريطة الاتصال العصبي وأهميتها السريرية.
- 2016 – لويجي نالديني (إيطاليا). تحويل الأعداء إلى أصدقاء: استغلال فيروس HIV في العلاج الجيني.
- 2017 – خيسوس إجيدو دي لوس ريوس (إسبانيا). السكري، ارتفاع ضغط الدم وأمراض الكلى: العاصفة المثالية.
- 2018 – خوان كارلوس إزبيسوا بيلمونتي (إسبانيا). الطب التجديدي، المرض والشيخوخة.
- 2019 – سيلفيا بريوري (إيطاليا). الهندسة الوراثية: نحو طب جزيئي في علم القلب.
- 2021 – خوان لويس أرسواجا (إسبانيا). الطب الدارويني: المرض لا ينبغي أن يوجد، لكن الجميع يموت.
- 2022 – بيدرو غيّين غارسيا (إسبانيا). الخلية كدواء: الخلية، الغضروف، فرصة علاجية.